# Patrick Kavanagh
Patrick Kavanagh (21. oktober 1904 – 30. november 1967) var en irsk poet og forfatter. Han betragtes som en af de mest fremtrædende digtere fra det 20. århundrede. Han er mest kendt for sin roman Tarry Flynn og sine digte Raglan Road og The Great Hunger.
Hans bror Peter Kavanagh var universitetsprofessor og forfatter. To af hans søstre var lærere, tre var sygeplejersker og en var nonne.
Under den første opførelse af Tarry Flynn på Abbey Theatre i Dundalk i 1967 blev Patrick Kavanagh syg og døde samme uge.

## Udgivelser

### Poesi
- 1936 – Ploughman and Other Poems
- 1942 – The Great Hunger
- 1947 – A Soul For Sale
- 1958 – Recent Poems
- 1960 – Come Dance with Kitty Stobling and Other Poems
- 1964 – Collected Poems
- 1972 – The Complete Poems of Patrick Kavanagh redigeret af Peter Kavanagh
- 1978 – Lough Derg
- 1996 – Selected Poems redigeret af Antoinette Quinn
- 2004 – Collected Poems redigeret af Antoinette Quinn

### Prosa
- 1938 – The Green Fool
- 1948 – Tarry Flynn
- 1964 – Self Portrait
- 1967 – Collected Prose
- 1971 – November Haggard en samling af prosa og poesi redigeret af Peter Kavanagh
- 1978 – By Night Unstarred
- 2002 – A Poet's Country: Selected Prose redigeret af Antoinette Quinn

### Dramatiseringer
- 1966 – Tarry Flynn
- 1986 – The Great Hunger
- 1992 – Out of That Childhood Country
- 1997 – Tarry Flynn – moderne dans og skuespil
- 2004 – The Green Fool

1. ↑  Navnet er anført på svensk og stammer fra Wikidata hvor navnet endnu ikke findes på dansk.
2. ↑  Navnet er anført på engelsk og stammer fra Wikidata hvor navnet endnu ikke findes på dansk.
3. ↑  Navnet er anført på engelsk og stammer fra Wikidata hvor navnet endnu ikke findes på dansk.